# كأس البرتغال 2015–16
كأس البرتغال 2015–16 (بالبرتغالية: Taça de Portugal de 2015–16‏) هو الموسم 76 من كأس البرتغال. أقيم خلال الفترة 5 سبتمبر 2015 وحتى 22 مايو 2016، وأشرف على تنظيمه اتحاد البرتغال لكرة القدم، وكان عدد الأندية المشاركة فيه 155، وفاز فيه سبورتينغ براغا.